# Encore (álbum de DJ Snake)
Encore é o álbum de estúdio de estreia do produtor francês de música eletrônica DJ Snake, lançado em 5 de agosto de 2016, pela Interscope Records. Conta com colaboração dos artistas Bipolar Sunshine, Skrillex, Yellow Claw, Justin Bieber, entre outros.
O álbum recebeu críticas mistas por parte dos críticos, e foi um sucesso comercial.

## Singles
Em 16 de outubro de 2015, Snake lançou o primeiro singledo álbum, "Middle", que foi escrito por William Grigahcine, Adio Joshua Marchant e Aaron Kleinstub, produzido por DJ Snake e Aalias, e conta com vocais do cantor inglês Bipolar Sunshine. A canção foi um grande sucesso, alcançando o top-20 na França e nos Estados Unidos, bem como o top-10 e top-5 no Reino Unido e na Austrália, respectivamente.
"Talk", com participação do vocalista australiano George Maple, escrito por Grigahcine, Jess Higgs, Harley Streten, Alex Burnett, James David, Chris Emerson e produzido por Snake, foi lançado como o segundo single do álbum em 10 de junho de 2016.
O terceiro single, "Let Me Love You", com vocais do cantor canadense Justin Bieber, foi lançado no mesmo dia que o álbum, 5 de agosto de 2016, e alcançou o top-10 em 28 países. A canção chegou à posição de numero quatro nos Estados Unidos, número dois no Reino Unido e Austrália, e número um em muitos países europeus, como França, Alemanha e Noruega.
"The Half", com participação de Jeremih, Young Thug e Swizz Beatz, foi lançado em 7 de fevereiro de 2017, como o quarto single do álbum. A canção foi escrita por Grigahcine, Jeremy Felton, Jeffrey Lamar Williams, Kasseem Dean, Brittany Hazzard e Jean-Baptiste Kouame, e produzida por Snake e Free School.

## Desempenho comercial
Nos Estados Unidos, Encore estreou na posição de número 8 na parada Billboard 200, com 32 mil unidades de álbuns equivalentes vendidos, torando-se assim o primeiro álbum de DJ Snake a entrar para o top-10 de álbuns. O álbum obteve mais de 16,9 milhões de streamings em sua primeira semana nas plataformas digitais. Encore foi o primeiro álbum de DJ Snake a estrear no primeiro lugar da parada Top Dance/Electronic Albums da Billboard.